# Mercedes Vecino
Mercedes Vecino Francés (Melilla, 4 de febrero de 1916 – Alicante, 28 de agosto de 2004) fue una actriz española.

## Biografía
Nacida en Melilla en una familia de militares de rango, Vecino se especializa durante el cine español de la posguerra en vampiresas que usan el sexo como arma de poder. Tal vez por su ascendencia social, acostumbró a representar a mujeres de la alta sociedad.
Tras ganar el concurso de Miss Barcelona en la década de los treinta, es lanzada al mundo del espectáculo por el empresario Luis Calvo y debuta sobre los escenarios como corista en 1936. Finalizada la guerra civil española se instala en Barcelona y se incorpora a diferentes montajes de zarzuelas y revistas, llegando a segunda vedette en la Compañía de Celia Gámez.
En 1941 debuta en la pantalla con el film El sobre lacrado (Francisco Gargallo) pero su primer papel protagonista lo interpreta en La culpa del otro (1942, Ignacio F. Iquino) en donde juega el rol de una sufrida esposa que debe defender a su esposo de una incierta acusación de robo y asesinato. Posteriormente trabaja en Los ladrones somos gente honrada y El pobre rico, ambas de 1942 y en las que Iquino ya empieza a construir su imagen de mujer fatal, un rol en el que se especializa en su etapa de actividad en el cine durante los años cuarenta. En 1943 participa en El abanderado a las órdenes de Eusebio Fernández Ardavín. En este film su personaje no persigue el poder, un estatus o dinero sino conseguir el amor verdadero, y por ello acabará expiando sus pecados en un convento. En el mismo año participa en el film de Sáenz de Heredia El escándalo, primera película española de posguerra en la que se autorizó la representación de una relación de infidelidad. Es por ello que en sus necrológicas se la recuerda como a la actriz que dio el primer beso en pantalla en una película española. Este beso provocó malestar entre la iglesia del momento, y el censor eclesiástico, Reverendo A. García Figar, tuvo que calmar los ánimos mediante un texto conciliador en la revista Primer Plano. Al año siguiente participa en Lecciones del buen amor, de Rafael Gil, interpretando a Leonor. En este film su personaje, amante de juergas, mantiene una relación con el protagonista, el abogado Federico, quien finalmente prefiere casarse con su humilde y abnegada secretaria.
Sin embargo, con directores especializados en comedias populares, Vecino también supo interpretar el papel de "la graciosa", emparejada con actores cómicos mayores que ella y alejados de los galanes anteriores. Ignacio F. Iquino le reserva un papel cómico en Un enredo de familia (1943) y al año siguiente cumple el mismo rol en El rey de las finanzas, de Ramón Torrado. En estos papeles, el juego de la seducción no estará ausente, pero siempre será un instrumento para desatar la carcajada que no tendrá consecuencias más allá del simple acto lúdico.
Una de las últimas películas de Vecino será Paraíso sin Eva, de Sabino Antonio Micón y estrenada en 1944. En esta película estalla una guerra de sexos entre dos clubes antagónicos, el Misogamia Club y el centro femenino de mujeres regentado por Mercedes Vecino. Contrajo matrimonio con José Jaspe, también actor, con quien formaría pareja también en la gran pantalla, del que se separaría en los años cincuenta y con quien tendría 1 hija, Mercedes. Después de una corta pero intensa filmografía, Vecino anuncia su retirada del cine en 1944, y de ello se hace eco la revista oficial del Régimen Primer Plano.
A partir de 1944 centra su carrera interpretativa en el teatro. No regresará al cine hasta catorce años después para interpretar a la Reina Isabel II de España en el gran éxito que fue ¿Dónde vas, Alfonso XII? (1958), de Luis César Amadori. Después vuelve de forma ocasional a la pantalla, entre otras, en La verbena de la Paloma (1963), de José Luis Sáenz de Heredia, Currito de la Cruz (1965), de Rafael Gil o ¿Qué hacemos con los hijos? (1967), de Pedro Lazaga.
En 1974 volvió a contraer matrimonio con el representante artístico José Vaquero, representante artístico de conocidas folclóricas como Lola Flores o Carmen Sevilla, a quien se había unido en los años cincuenta y con quien tuvo a su única hija María del Mar.
Su última experiencia artística fue su participación como invitada en la serie de TVE de Lina Morgan Hostal Royal Manzanares en 1997.

## Fallecimiento
El miércoles 25 de agosto de 2004 se sintió mal y fue ingresada en el hospital de San Juan de esa ciudad, donde la madrugada del 28 de agosto de 2004 murió a los 88 años. Fue incinerada al día siguiente.

## Filmografía
- 1941: El sobre lacrado.
- 1942: Los ladrones somos gente honrada; La culpa del otro, Un enredo de familia, El pobre rico.
- 1943: Boda accidentada, El abanderado, El escándalo, El rey de las finanzas.
- 1944: Lecciones de buen amor, Un paraíso sin Eva.
- 1958: ¿Dónde vas, Alfonso XII?
- 1961: Cariño mío
- 1963: La verbena de la Paloma
- 1965: Currito de la Cruz.
- 1966: ¡Es mi hombre!
- 1967: ¿Qué hacemos con los hijos?
- 1969: Pepa Doncel.